# Gaspard-Marie-Jacques-Ernest de Roquemaurel de Saint-Cernin
Pour les autres membres de la famille, voir Maison de Roquemaurel.
Gaspard-Marie-Jacques-Ernest de Roquemaurel de Saint-Cernin, né le 15 juin 1814 à Oust et décédé le 18 mars 1875 à Versailles, est un militaire et homme politique français.

## Biographie
Entré au service militaire en 1834, il fut mis à la retraite le 1er juillet 1870, comme ancien commandant de la place de Belle-Île et lieutenant-colonel d'infanterie. Il commanda, en octobre 1870, la garde nationale mobilisée de l'Ariège. Élu, le 8 février 1871, représentant de ce département à l'Assemblée nationale, le 2e sur 5, il prit place à droite et vota pour la paix, pour l'abrogation des lois d'exil, pour la pétition des évêques, contre le service de trois ans, pour la démission de Thiers, pour le septennat, pour le ministère de Broglie.